# Борис Голев
Борис Иванов Голев е български революционер, деец на Вътрешната македоно-одринска революционна организация.

## Биография
Борис Голев е роден в 1878 или 1883 в село Банско, което тогава е в Османската империя. Произхожда от големия род Голеви. Влиза още млад във ВМОРО и в 1901 година става член на разложкия околийски революционен комитет. Арестуван и изтезаван е при аферата „Мис Стоун“. В 1903 година участва на конгреса на Серския революционен окръг в местността Ливадката и на конференцията на разложките дейци преди избухването на Илинденско-Преображенското въстание. По време на въстанието е войвода на чета от 25 души, с която участва в сраженията в Рила, в местността Скалата в Пирин и при превземането на Белица. В 1906 година е арестуван и лежи в Беяз куле в Солун.
След Младотурската революция в 1908 година е амнистиран. Участва в Балканската война в 1912 година с четата на Йонко Вапцаров, а по-късно в нестроевата рота на 13 кукушка дружина на Македоно-одринското опълчение. Участва в Първата световна война в 6 полк на Единадесета пехотна македонска дивизия. Заболява на фронта и умира в болница в Кюстендил.